# Västra Sjötjärnen
Västra Sjötjärnen är en sjö i Örnsköldsviks kommun i Ångermanland och ingår i Ångermanälvens huvudavrinningsområde. Sjön har en area på 0,0546 kvadratkilometer och ligger 426,2 meter över havet. Västra Sjötjärnen ligger i Mossaträsk Natura 2000-område. Sjön avvattnas av vattendraget Risån.

## Delavrinningsområde
Västra Sjötjärnen ingår i det delavrinningsområde (708091-157449) som SMHI kallar för Utloppet av Mossaträsksjön. Medelhöjden är 435 meter över havet och ytan är 10,63 kvadratkilometer. Det finns inga avrinningsområden uppströms utan avrinningsområdet är högsta punkten. Risån som avvattnar avrinningsområdet har biflödesordning 2, vilket innebär att vattnet flödar genom totalt 2 vattendrag innan det når havet efter 169 kilometer. Avrinningsområdet består mestadels av skog (34 procent) och sankmarker (57 procent). Avrinningsområdet har 0,91 kvadratkilometer vattenytor vilket ger det en sjöprocent på 8,6 procent.